# البحرية الكرواتية
البحرية الكرواتية (بالكرواتية: Hrvatska ratna mornarica) (HRM)، حرفياً «البحرية الحربية الكرواتية» هي فرع البحرية للقوات المسلحة الكرواتية. تشكلت في 1991 مما نجحت القوات الكرواتية في الاستيلاء عليه من البحرية اليوغوسلافية أثناء تفكك يوغوسلافيا وحرب الاستقلال الكرواتية. وهي تتألف حالياً، بجانب قاذفات الصواريخ الساحلية المتنقلة، من 30 سفينة، موزعة على أسطول البحرية للواجبات البحرية التقليدية، وخفر السواحل الكرواتي. تُشكل خمسة زوارق صاروخية القدرة الهجومية الرئيسية للأسطول الكرواتي.

## وصلات خارجية
- وزارة الدفاع الكرواتية
- حادث كركا، بالكرواتية
- خطة التنمية طويلة الأجل للقوات المسلحة الكرواتية 2006-2015
- تمرين بالذخيرة الحية، قاذفة صواريخ ساحلية متنقلة (يونيو 2015)